# لانس نوريس
لانس نوريس (بالإنجليزية: Lance Norris)‏ هو كاتب سيناريو وممثل أمريكي، ولد في 9 أغسطس 1962 في الولايات المتحدة.

## أعمال

### أفلام
- (2015) تيد 2[2][3][4]

## وصلات خارجية
- لانس نوريس على موقع IMDb (الإنجليزية)
- لانس نوريس على موقع ألو سيني (الفرنسية)
- لانس نوريس على موقع أول موفي (الإنجليزية)
- لانس نوريس على موقع أول موفي (الإنجليزية)
- لانس نوريس على موقع قاعدة بيانات الفيلم (الإنجليزية)
- لانس نوريس على موقع كينوبويسك (الروسية)